# Wrike
Wrike ist ein Onlinedienst für Projektmanagement und Zusammenarbeit. Es befähigt seine Benutzer, Projektpläne anzupassen, Aufgaben zu priorisieren, Zeitpläne zu verfolgen und mit Teammitgliedern online zusammenzuarbeiten.

## Geschichte
Die Idee von Wrike als flexiblem Projektmanagement-Tool kam Andrew Filev, dem Gründer von Wrike, 2004, basierend auf seiner persönlichen Erfahrung und der Erfahrung seines Teams, das eine Vielzahl an Problemen hinsichtlich der Zusammenarbeit zu bewältigen hatte.
Da das wesentliche Medium zur gemeinsamen Bearbeitung von Aufgaben mit Kollegen in kleinen und mittleren Unternehmen E-Mails sind, wurde Wrike mit E-Mail-Integration als einer seiner Schlüsselfunktionen entwickelt.
Im April 2011 wurde Google Docs in Wrike integriert; später folgte eine Integration mit Google Apps; und Ende 2012 mit Dropbox. Weiterhin wurde Ende 2011 eine Funktion eingeführt, die es erlaubt, MS-Office-Dateien online zu bearbeiten, ohne sie herunterzuladen. Die Integration fand auch in Office 365 statt.
2009 begann mit der Veröffentlichung der spanischen Version die Lokalisierung von Wrike. Ende 2012 war Wrike in sechs weiteren Sprachen verfügbar, darunter Deutsch.
Im Mai 2012 veröffentlichte Wrike eine kostenlose Version für Teams mit bis zu fünf Benutzern. Im November des gleichen Jahres wurden Mobile-Apps vorgestellt: eine native App für iOS und Android-Geräte und eine Browser-Version für mobile Plattformen. 2013 wurde die Version „Wrike Enterprise“ veröffentlicht, die sich vornehmlich an größere Unternehmen richtet. 2016 hat Wrike zwei neue Versionen vorgestellt: „Wrike Business“, das vom Funktionsumfang zwischen „Wrike Professional“ und „Wrike Enterprise“ zu verorten ist, sowie „Wrike Marketing“, das sich an Marketing-Teams und Agenturen richtet.
In der kostenlosen Version fehlen gegenüber den gebührenpflichtigen Versionen Professional und Enterprise Planungshilfen wie Gantt-Diagramme.
Wrike gilt als eine der führenden Projektmanagement- und Kollaborationssoftwares.

## Schlüsselfunktionen
Stand Juli 2016 enthält Wrike unter anderem folgende Funktionen:
- Echtzeit Activity-Stream
- Dynamisches Gantt-Diagramm (Zeitlinie)
- Filesharing und Online-Bearbeitung von Dokumenten
- Workload Management und Zeiterfassung
- iPhone und Android Apps
- Dropbox und Google Docs Integration
- Benutzerdefinierte Berichte
- Diskussionen
- Aufgabenpriorisierung
- Dashboards
- Anfrageformulare
- Benutzerdefinierte Felder und Arbeitsabläufe

## Abonnements
Wrike bietet eine kostenlose Version für Teams von bis zu fünf Benutzern mit einer unbegrenzten Anzahl an Mitarbeitern die mit ihnen geteilte Aufgaben betrachten können. Premium-Abonnements beginnen mit 5 Benutzern (5, 15, 25, 50 und mehr). Alle Abonnements, inklusive der kostenlosen Version, erlauben eine unbegrenzte Anzahl an Projekten und Aufgaben, sowie unbegrenzte Gast-Lizenzen. Jedes Premium-Abonnement verfügt über eine 15-tägige Probezeit.

## Hersteller
Wrike Inc. ist ein amerikanischer Projektmanagementsoftware-Entwickler, beheimatet in San José, Kalifornien. Das Unternehmen wurde 2006 gegründet und veröffentlichte die erste Beta-Version seines Produkts 2007. 2015 hat Wrike seinen Europahauptsitz in Dublin eröffnet.